# Maria Steinbach
Maria Steinbach ist ein Ortsteil des Marktes Legau im schwäbischen Landkreis Unterallgäu und gehört zur Verwaltungsgemeinschaft Illerwinkel.

## Geographie
Maria Steinbach ist rund 3 Kilometer von Legau entfernt und liegt an der Westseite der Iller etwa 17 Kilometer südlich von Memmingen und 27 Kilometer nördlich von Kempten in der Region Donau-Iller in Mittelschwaben auf der ungefähr 36 Quadratkilometer großen Legauer Hochfläche.

## Geschichte
Den Namen Maria Steinbach erhielt der Ort amtlich am 28. Dezember 1954.
Maria Steinbach entwickelte sich – neben Altötting, Ettal, Maria Einsiedeln und der Wieskirche – zu einem der bedeutendsten Wallfahrtsorte im deutschsprachigen Süden. Die Pilger kamen aus einem Gebiet zwischen Rhein und Lech, Schwäbischer Alb und Bodensee; selbst aus Tirol und Graubünden sind Wallfahrer genannt.
Der Ort gehörte seit dem hohen Mittelalter zur Reichsabtei Rot an der Rot und wurde mit dieser 1804 im Zuge der Säkularisation als „Amt Steinbach“ Teil der neu errichteten „Reichsgrafschaft Wartenberg-Roth“ unter dem Grafen Ludwig Kolb von Wartenberg, der sich von da an Graf von Wartenberg-Roth nannte; seine ehemaligen linksrheinischen Besitzungen waren an Frankreich gefallen. Bereits 1806 wurde Steinbach ins Königreich Bayern mediatisiert, galt aber bis zum Ende der Monarchie als Teil dieser hauptsächlich im Königreich Württemberg gelegenen Grafschaft. Die Grafen zu Erbach-Erbach beerbten 1818 Ludwig Kolb von Wartenberg-Roth, nannten sich danach Grafen zu Erbach-Erbach und von Wartenberg-Roth und nahmen den Titel Herr zu Steinbach in ihre Titulatur auf.
Der Anschluss an die Eisenbahn nach Memmingen wurde am 23. Juni 1904 eingeweiht. Der Legauer Bahnhof bildete als Sackbahnhof das Ende der Strecke. Diese wurde am 28. Mai 1972 stillgelegt und bis 1975 beinahe komplett zurückgebaut.
Im Zuge einer Gemeindegebietsreform wurde die bis dahin selbstständige Gemeinde Maria Steinbach am 1. Januar 1978 nach Legau eingemeindet. Der Ort ist mit seiner bedeutenden Marienwallfahrt aus dem 18. Jahrhundert bekannt.

## Wappen
Das Wappen wurde am 27. März 1958 durch Bescheid des Bayerischen Staatsministeriums des Innern genehmigt.
Blasonierung: „Gespalten von Blau und Silber; vorne ein senkrecht gestellter silberner Fisch, der einen goldenen Ring mit silbernem Stein im Maul trägt, hinten die stehende rotgekleidete hl. Maria mit goldener Krone und blauem Mantel, deren Brust von einem Schwert mit goldenem Griff durchbohrt ist.“
Die jahrhundertelange Zugehörigkeit von Maria Steinbach zum Prämonstratenserstift Rot a.d. Rot legte es nahe, das heraldische Symbol des Stiftes in das Wappen von Maria Steinbach aufzunehmen. Das Klosterwappen zeigt das Attribut der hl. Verena, einen (heraldisch) links gekrümmten Fisch mit einem Ring im Maul, dessen Stein abwärts gerichtet ist. Diesem Sinnbild für die herrschaftsgeschichtliche Vergangenheit des Ortes wurde eine Darstellung der hl. Maria hinzugefügt, welche die seit dem 18. Jahrhundert bedeutsame Wallfahrt von Maria Steinbach symbolisiert. Die Feldfarben Blau – Silber geben einen Hinweis auf die Zugehörigkeit des Ortes zum Lande Bayern.
Das Wappen wurde vom Memminger Georg Schedele gestaltet.

## Sehenswürdigkeiten

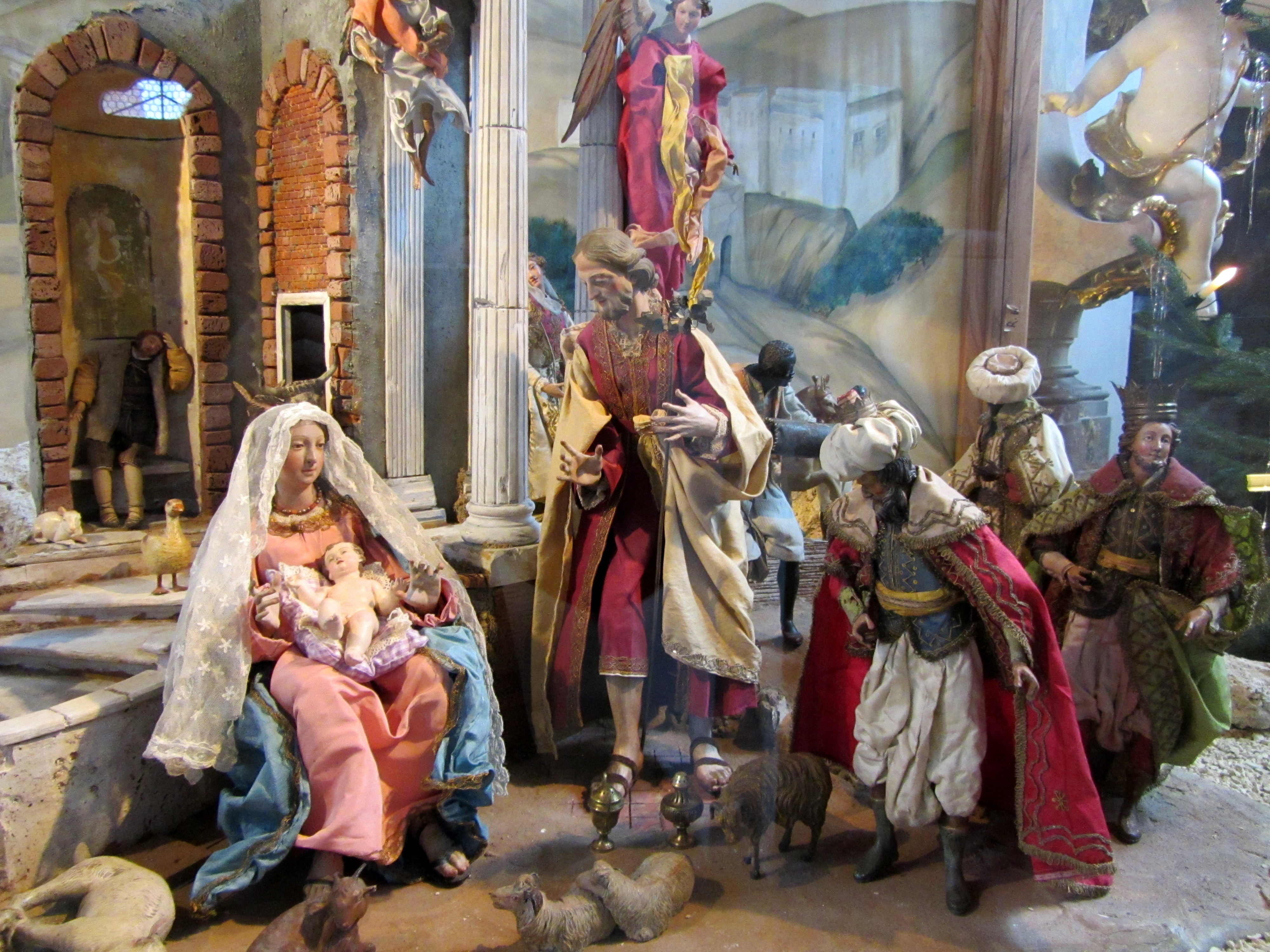
Krippe Maria Steinbach (2012)

Legau liegt an der Oberschwäbischen Barockstraße.
- Wallfahrtskirche Maria Steinbach
- Wegkapelle zur Schmerzhaften Muttergottes (Maria Steinbach)
- Wallfahrtsmuseum Maria Steinbach
- Krippe in der Wallfahrtskirche Maria Steinbach